# Angliru
Alto de l'Angliru – przełęcz w Asturii, w paśmie Aramo (Góry Kantabryjskie), na terenie gminy Riosa.
Od 1999 roku rywalizują tutaj kolarze podczas Vuelta a España. Podjazd o średnim nachyleniu 10% wznosi się na 1570 m n.p.m. Najszybciej pokonał go Roberto Heras w 2000. W 2017 zakończył tutaj zwycięsko karierę Alberto Contador.